# Oldenburger Platt
Das Oldenburger Platt umfasst die niedersächsischen Dialekte, die im Oldenburger Land gesprochen werden. Es werden drei Mundarten unterschieden: Das Nordoldenburgische in den Städten und Landkreisen Oldenburg, Delmenhorst, Ammerland, Wesermarsch und im südlichen Teil des Landkreises Friesland (Varel und Friesische Wehde), das Südoldenburgische im Oldenburger Münsterland und schließlich das Jeverländer Platt im nördlichen Landkreis Friesland und in der Stadt Wilhelmshaven.

## Nordoldenburger Platt
Das Nordoldenburgische oder Oldenburgische im engeren Sinne wird im Gebiet der ehemaligen Grafschaft Oldenburg gesprochen. Hier hat sich der Lautstand der alten Hansesprache am genauesten bewahrt. Daher gibt es die Meinung, es als das reinste Nordniedersächsisch anzusehen. Allerdings gibt es noch viele kleinere regionale Variationen in der Aussprache (zum Beispiel: „wi sünd“ oder „wi sund“, „Keuh“ oder „Keih“ usw.) und im Wortschatz. 
 Eine weitere Unterteilung wird dadurch allerdings nicht gerechtfertigt.

## Südoldenburger Platt
Das Südoldenburgische unterscheidet sich dagegen deutlich vom Nordoldenburgischen. Durch einen breiten Heidegürtel war das Oldenburger Münsterland von der Grafschaft Oldenburg getrennt und gehörte zudem bis 1803 zum Bistum Münster. So verwundert es nicht, dass das hiesige Platt etwas nach dem Westfälischen schlägt. Vokale werden häufig gebrochen. Anstelle der langen Vokale e, o und ö werden in vielen Worten Zweilaute wie ei (äi), au und eu (äu) gebraucht. Weiterhin findet man häufig noch Reste der alten Vorsilbe ge- im Partizip Perfekt: „Ik bin satt ’eworen“ oder „Ik heff gaut ’eseten“. Zudem fällt auf, dass sich das Endungs-E länger gehalten hat als in Nordoldenburg. Statt „Use Jungs loopt in ’e Wisch“ heißt es hier etwa „Use Jungens lopet in ’e Wiske“. Zu guter Letzt gibt es in Südoldenburg zahlreiche Wörter, die sich im Nordoldenburgischen gar nicht finden oder anders ausgesprochen werden, z. B. Durk (‚Alkoven‘), Enket (‚Tinte‘), Go'ensdag (‚Mittwoch‘), iesk (‚hässlich‘), quatern (‚schwatzen‘) oder verwennt um (‚verkehrt herum‘). Die in der nordwestlichen Ecke des Oldenburger Münsterlandes gesprochene saterfriesische Sprache gehört nicht zum Plattdeutschen.

## Jeverländer Platt
Das Jeversche ähnelt schließlich schon dem ostfriesischen Platt. Anders als das übrige Oldenburger Platt, ist das Jeversche aus der Friesischen Sprache hervorgegangen. Deshalb lässt es sich, mit seinem friesischen Substrat, auch dem Ostfriesischem Platt hinzurechnen. Weiteres ist unter Jeverländer Platt zu lesen.